# Klassicism
Klassicism är en stilriktning och estetisk epok som efterbildar den grekiska och romerska klassiska konsten och litteraturen. Stilen präglas av klarhet, symmetri och harmoni.
Inom konsten gjorde sig klassicismen tidigast gällande under den italienska renässansen och blev i Frankrike på 1600- och 1700-talen både ett komplement till och en reaktion mot barocken och rokokon.
I vidare bemärkelse innebär klassicism alla konstinriktningar som söker vara kreativa inom ramen för ett etablerat estetiskt ramverk, snarare än att vara i grunden nyskapande.

## Tidig klassicism

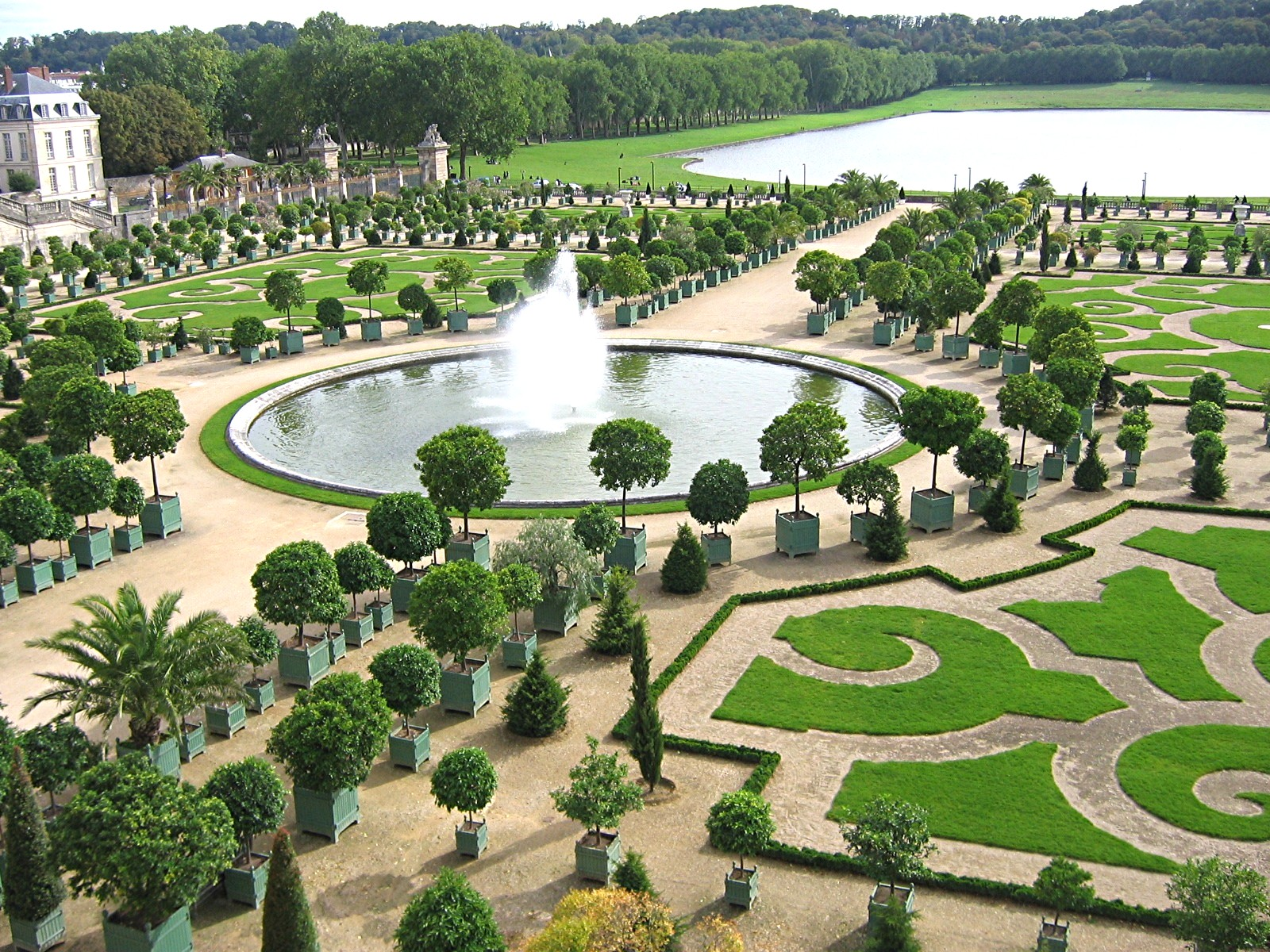
Del av parken vid slottet i Versailles.

För nästan alla konstformer gäller att klassicismen kännetecknas av att antiken fungerar som förebild. Detta var ett arv från den florentinska renässanshumanismen, och spred sig därifrån till övriga Europa. Strömningen uppblandades med upplysningens idéer, barocken och rokokon. Under 1600-talet uppstod franskklassicismen i Frankrike där strömningen blev som mest uttalad för skönlitteraturens del, med Nicolas Boileaus estetiska programskrift L'art poétique och Jean Racines dramer.
Ordning, form och struktur sågs som den högsta formen av skönhet. Konsten fick inte vara opassande eller vulgär; känslostormar kunde beskrivas av konstnären, men konstnären själv skulle vara intellektuell och högsinnad. Det eviga sattes högre än det tillfälliga. Strömningens intellektualism och aristokratism byggde på en värdesättning av den hierarkiska världsordningen, som fann sina förebilder i Machiavelli och Michel de Montaigne.
Parker från denna tid är mycket symmetriska och axialt planlagda med formklippta växter. Arkitekturen tar sin utgångspunkt i geometrin med antika utsmyckningar. Beträffande litteraturen blev genrerna mer statiska, och ofta skrevs antika berättelser om till ny form.
Musiken kunde däremot inte finna många influenser från antiken, då den inte bevarats i samma utsträckning som andra konstformer, utan endast några fragment med den grekiska bokstavsnotskriften som först kunnat dechiffreras under senare tid. När Jacopo Peri och Jacopo Corsi skapade operan omkring 1600, var det egentligen en ansats att återskapa den grekiska tragedin. Resultatet är dock långt från hur man idag anser att tragedierna lät.

## Nyklassicism och Wienklassicism

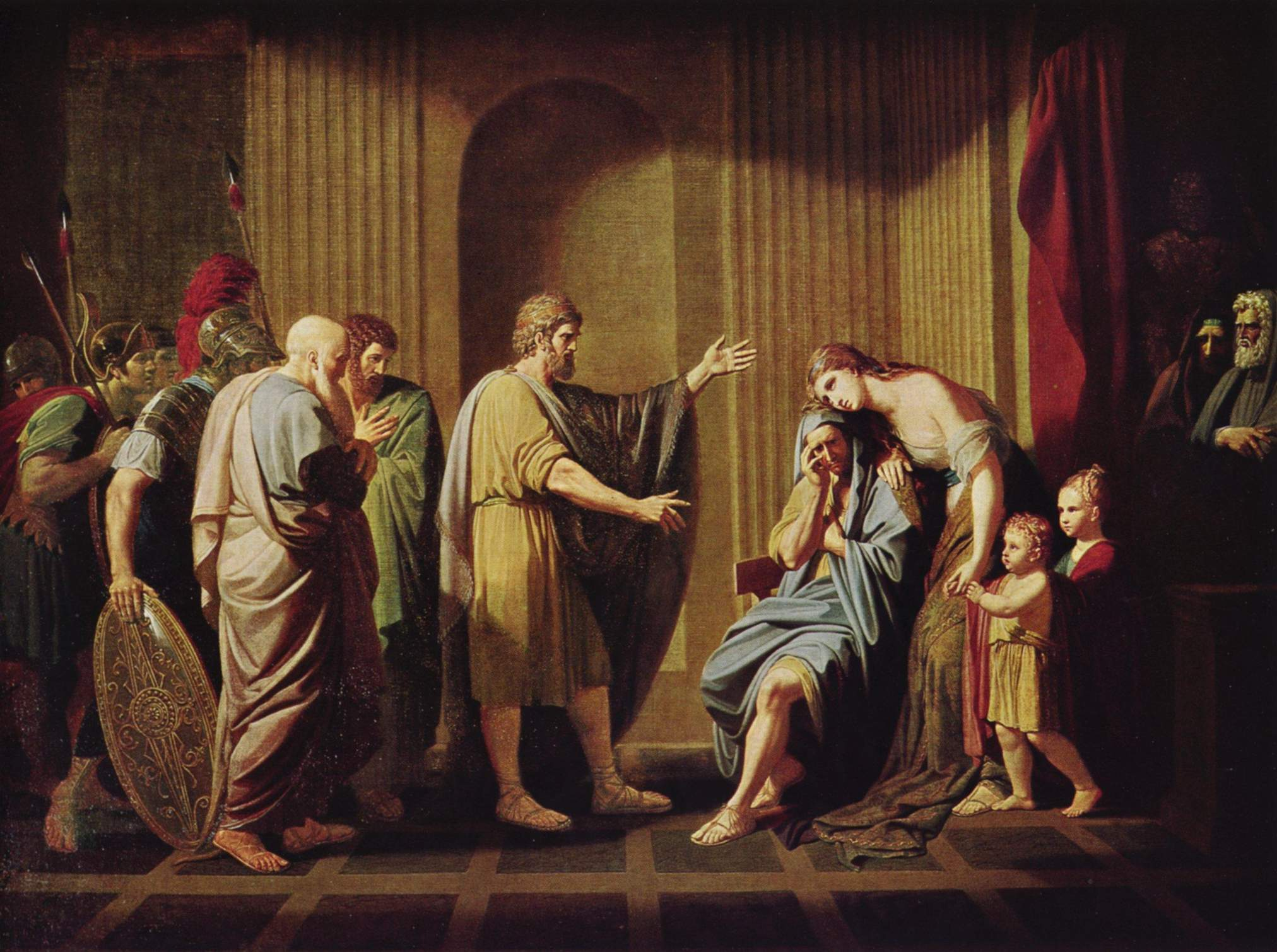
”Kleombrotos förbannas av Leonidas II”, oljemålning av Benjamin West (1768).

Efter att ha svalnat under slutet av 1600-talet, återuppstod de klassiska idealen med nyklassicismen runt mitten av 1700-talet, som värderade den grekiska antiken högre än den romerska.
I Wien, med den så kallade Wienklassicismen, upplevde musiken en blomstringstid under slutet av 1700-talet och några årtionden därefter, med Haydn, Mozart och Beethoven. Epoken kännetecknas av en utbildad dur-moll-skala, och fokus på instrumentalmusik. Även sonaten blev en uppskattad genre, och den hade sin grund i grekernas nomos. Skalteorin kan likaså härledas till antikens sådana, vilken bevarats till omvärlden av Pythagoras, Aristoxenos från Tarent och Klaudios Ptolemaios, samt Boëtius och Cassiodorus.
Klassicismen som ideal sätts ofta som motsats till romantiken, även efter epokernas slut, då de båda har fortsatt influera estetiken. Romantiken var i mycket en uppgörelse med klassicismens formstrikthet, intellektualism, syn på konstnären och definition av genialitet.